# Ricardo Costa Santos
Ricardo Alex Costa Santos, o senzillament Ricardo Santos, (Salvador, Brasil 1975) és un jugador brasiler de voleibol platja, conegut com la màquina de bloquejar per la seva efectivitat de blocatges a la xarxa.

## Biografia
Va néixer el 6 de gener de 1975 a la ciutat de Salvador de Bahia, població situada a l'estat de Bahia.

## Carrera esportiva
Va començar a competir a voleibol platja als 19 anys, sense haver practicat abans aquest esport en la seva modalitat clàssica indoor.
Va participar, als 25 anys, en els Jocs Olímpics d'Estiu de 2000 realitzats a Sydney (Austràlia), on formant parella amb Zé Marco aconseguí guanyar la medalla de plata. Formant parella amb Emanuel Rego va participar en els Jocs Olímpics d'Estiu de 2004 realitzats a Atenes (Grècia), on aconseguiren guanyar la medalla d'or. En els Jocs Olímpics d'Estiu de 2008 realitzats a Pequín (Xina) aconseguí guanyar, juntament amb Rego, la medalla de bronze, convertint-se així en el primer jugador de voleibol platja en obtenir tres medalles olímpiques.
Entre els seus títols més importants, figuren també:
- Campió del Circuit Mundial 2000, 2003 i 2004
- Medalla d'or dels Goodwill Games 2001
- Campió del Campionat Mundial 2003
- Campió del Circuit Brasiler 2002 i 2003